# La Sorcière (essai)
Pour les articles homonymes, voir La Sorcière.
La Sorcière est un essai de Jules Michelet publié en 1862 à Paris, qui présente une vision romantique de la sorcière.

## Contenu
Dans ses précédents ouvrages, l'auteur avait flétri la sorcellerie, qu'il définissait comme « la reprise de l'orgie païenne par le peuple ». Dans ce livre, il considère au contraire la sorcellerie comme la révolte populaire et naïve de la nature humaine contre les épouvantes et les oppressions du Moyen Âge. Il voit une première manifestation moderne de cet esprit de la nature qui avait enfanté le paganisme grec et qui devait produire la Renaissance. Il explique l'origine pathologique de l'hallucination, par laquelle tant de malheureuses s'imaginaient que Satan habitait réellement en elles, et leur prêtait une puissance extraordinaire. Michelet va jusqu'à montrer, dans les bizarres mystères célébrés en l'honneur de Satan sous le nom de messes noires, un des éléments qui ont contribué au réveil des sciences et de la philosophie.
Dans ce livre, Michelet évoque l'Inquisition en utilisant notamment comme sources l’Histoire critique de l'Inquisition d'Espagne de Juan Antonio Llorente (1817-1818) et l’Histoire de l'Inquisition en France d'Étienne-Léon de Lamothe-Langon (1829), deux ouvrages dont l'authenticité historique est remise en cause par les historiens actuels comme d'ailleurs le travail de Michelet dans son ensemble.

### Articles connexes

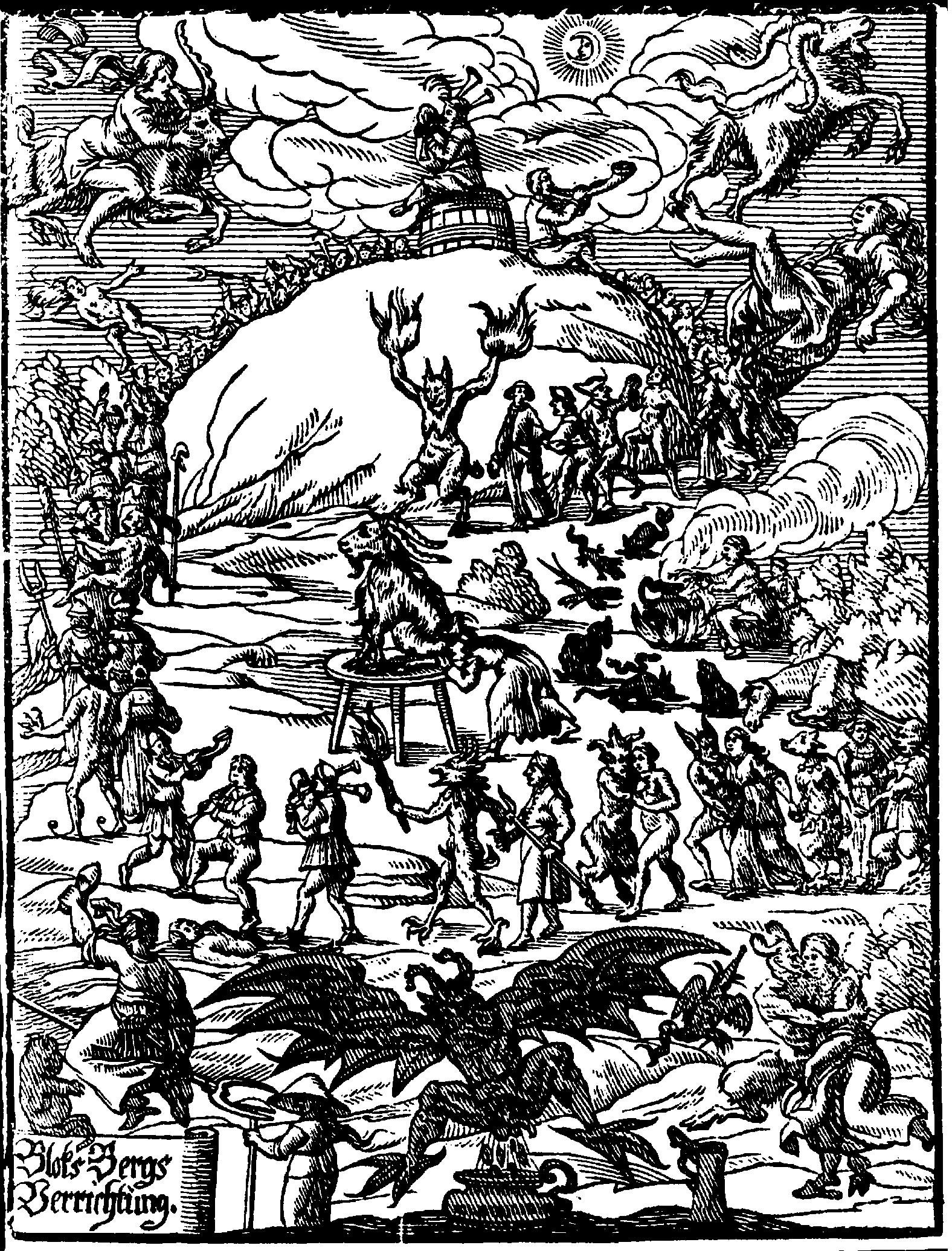
Le Sabbat des Sorcières - Johannes Praetorius.